# Studi Medievali
Studi Medievali és una revista italiana d'estudi de l'alta edat mitjana, amb seu a Torí. Es publicà entre els anys 1904 i 1913, amb una periodicitat força irregular. La segona època, entre 1923 i 1927, amb el nom de "Nuovi Studi medievali. Rivista di Filologia e di Storia". Més endavant, a partir del 1928, veié la llum "Studi medievali (2a serie)".